# Џастин Чанселор
Џастин Гунар Волтер Чанселор (енгл. Justin Chancellor; рођен 19. новембра 1970) је енглески музичар, некада је наступао у бенду Пич  али најпознатији је као басиста прогресивног метал бенда Тул. Чанселор је енглеског и норвешког порекла. Након доласка у САД, заједно са својим ангажманом у својим музичким пројектима, он и његова супруга Шели Дикман Чанселор водили су продавницу под називом ''Лобал Орнинг'' у Топанги посвећен музици и књижевности који је "обликовао и променио" обоје. Продавница је затворена 2008. године. Покренуо је музички пројекат Ем Ти Воид са Пјотром "Глаца" Мухамедом из групе Свит Ноиз. У октобру 2012. године Чанселор је наступио као басиста на песми "In the Spirit Of..." на албуму The Fusion Syndicate, у издању Клеопатра Рекордса.  Његова нумера се такође појављује на албуму The Prog Box из 2014. године.

## Младост
Чанселор се школовао у школи Тонбриџ у Кенту у Енглеској, где је био басиста школског бенда под називом Slice of Life, а некада је изводио насловну верзију Кори Хартових „Наочара за сунце ноћу “ у трпезарији свог пансиона. Бенд је објавио истоимену траку са насловом са истоименом песмом. Чанселор је наставио да студира на Универзитету у Дурхаму. Касније се придружио бенду Пич.
Пич је објавио албум и подржао Тул почетком 1990-их у Енглеској. У септембру 1995. године, Чанселор се преселио у Сједињене Америчке Државе и придружио се Тулу да би заменио басисту Пол Дамура који је отишао током или након снимања другог албума бенда. Чанселор је пуноправни члан бенда од студијског албума из 1996. Енима (Ænima).

## Опрема

### Бас гитаре
- Вал (Wal) - Главна Чанселорова бас гитара је Wal 4-string коју је купио по препоруци пријатеља током снимања албума Ӕнима. Материјали и електроника баса помажу у стварању реза и удараца средњих фреквенција по којима је познат. Џастин такође има још три Wal-а са четири жице. Џастин обично свира жице Ерни Бол Hybrid Slinky (.045, .065, .085, .110)
- Мјузик Мен Стингреј - Користи се за песме„Forty-Six & 2“, „H.“, „Pushit“ и „No Quarter“.
- Гибсон Тандербирд - Једном коришћен за песму "Prison Sex" уживо 1995. или 1996., када се први пут придружио бенду.
- Варвик Стример - Од 2017. Џастин има сопствени модификовани Streamer Stage II бас. [4] [5]

## Појачала
- Галиен-Кругер 2001RB head x3 (1 прљава, 1 чиста, 1 резервна)
- Меса Буги Roadready 4x12 (за прљаве)
- Меса Буги Roadready 8x10 (за чистоћу)
- Demeter Amplification VTBP-201S бас претпојачало ради директно на ПА

Раније коришћена
- Меса Буги M-2000 head
- Меса Буги M-Pulse
- Меса Буги Bass 400+
- Mesa Roadready 8x10 (уместо 4x12) [4] [5]

### Ефекти
- Бос TU-2
- Гујатон VTX Тремоло
- Дигитек бејс веми - Користи се на „Eulogy“ (пета хармонија горе / шеста горе), „Pushit (уживо)“ (хармонија пета горе / октава горе), „Third Eye“ (октава горе), „Schism“ (октава горе), „Ticks and Leeches“ (пета хармонија горе / октаве горе), „Lateralus“ (октава горе), „Disposition“ (хармонија пете горе / октаве горе), „Vicarious“ (хармонија октаве горе), „The Pot“ (октава горе ), „Right in Two“ (пети нагоре / шести навише) и „Invincible“ (октава горе).
- Тек 21 SansAmp GT2 Distortion
- Бос CE-5 Chorus Ensemble
- Бос BF-2 Flanger
- Бос DD-3 Digital Delay
- MXR Bass Envelope Filter
- Prescription Electronics Rx Overdriver
- Colorsound Tone Bender Fuzz
- Foxx Fuzz/Wah/Volume-Volume Pot Removed [4] [5]

## Гостовања
- Чанселор је свирао бас за песму бенда Исис 'Altered Course' на њиховом албуму Panopticon из 2004. године. Чанселор је такође обезбедио додатне звукове / бас гитару за песму бенда Исис "Weight" из њиховог Clearing the Eye [ДВД] из 2006.
- Додатни бас на насловној нумери албума Valley of Smoke бенда Интронаут из 2010. године.
- Чанселор је приповедао на песми групе Примус „The Valley“ са њиховог албума The Desaturating Seven из 2017. године. [6]
- У мају 2018. године, Чанселор је сарађивао са групом Дет Грипс у албуму "Year of the Snitch", свирајући бас на песми „Disappointed“. [7]